# Albert
Albert je moško osebno ime.

## Slovenske izpeljanke
- moške različice imena:  Albreht (unikatno), Alberto, Bert, Berti, Berto, Bertl
- ženske različice imena: Alberta, Albertina, Berta

## Tujejezikovne verzije imena
Alberto (m), Albrecht (m)

## Izvor in pomen imena
Ime izhaja iz nemškega imena Albert, ki je z različico Albreht nastalo iz starejšega Adalbert oziroma Adalbrecht. Ti imeni razlagajo kot zloženki iz starovisokonemških besed adal v pomenu besede »plemenit« in beraht »bleščeč, slaven«.

## Pogostost imena
Po podatkih Statističnega urada Republike Slovenije je bilo na dan 31. decembra 2007 v Sloveniji število moških oseb z imenom Albert: 881. Med vsemi moškimi imeni pa je ime Albert po pogostosti uporabe uvrščeno na 176. mesto.

## Osebni praznik
Albert je ime več svetnikov: Albert iz Montercorovina, škof, † 5. april 1127, dalje Adalbert, nadškof v Magdeburgu, † 20. junija 981, in Albert Veliki, škof (in cerkveni učitelj Tomaža Akvinskega), † 15. novembra v 13. stol.

## Priimek
Albert je tudi slovenski priimek, oblika imena Albreht pa se je ohranila le v številnih priimkih, med drugimi ga je imel tudi slovenski pesnik Fran Albreht.

## Slavni nosilci imena
Albert Abraham Michelson -
Albert Ball -
Albert Camus - 
Albert Einstein -
Édouard Albert Roche -